# 극상
극상은 신라 시대의 음악가이다. 귀금(貴金)으로부터 거문고의 비곡(秘曲)을 전수받은 안장(安長)의 맏아들로 경문왕 때 동생 극종(克宗)과 함께 거문고의 비법을 배워 이를 널리 전했다. 이때부터 신라에는 거문고가 널리 퍼졌다고 삼국사기는 전한다.